# Несси, Рэндольф
Рэндольф М. Несси (родился в 1948 г.) — американский врач, ученый и писатель, один из основоположников эволюционной медицины. Профессор биологических наук Фонда ASU в Университете штата Аризона; директор-основатель Центра эволюции и медицины. Участвовал в создании одной из первых в мире клиник тревожных расстройств.
Долгое время сотрудничал с биологом-эволюционистом Джорджем К. Уильямсом в области изучения эволюции старения. Их совместная книга «Why We Get Sick: The New Science of Darwinian Medicine» дала толчок развитию эволюционной медицины. Исследовал эволюционные механизмы, повлиявшие на боль, повышение температуры тела, тревожность и плохое настроение и другие эмоциональные расстройства. Исследовал вопросы эволюционного происхождения эмоций, связанных с моралью. Повлиял на развитие эволюционной биологии как фундаментальной медицинской науки. Был организатором и вторым президентом Общества человеческого поведения и эволюции. Является президентом Международного общества эволюции, медицины и общественного здравоохранения. Является заслуженным научным сотрудником Американской психиатрической ассоциации и членом Ассоциации психологических наук.